# Ямницька сільська рада
| Ямницька сільська рада — орган місцевого самоврядування у Тисменицькому районі Івано-Франківської області з адміністративним центром у с. Ямниця. Водоймища на території, підпорядкованій даній раді: річка Ямничанка. Сільській раді підпорядковані населені пункти: - с. Ямниця |

## Склад ради
Рада складається з 20 депутатів та голови.

### Керівний склад ради
| ПІБ                       | Основні відомості                                                                | Дата обрання | Дата звільнення |
| ------------------------- | -------------------------------------------------------------------------------- | ------------ | --------------- |
| Ковальчук Іван Богданович | Сільський голова, 1979 року народження, освіта, член Української Народної Партії | 26.03.2006   | 31.10.2010      |

Примітка: таблиця складена за даними джерела